# 사가라 요리모토
사가라 요리모토(일본어: 相良 頼基 さがら よりもと[*])는 히고국 히토요시번의 15대 번주이자, 마지막 번주이다.

## 생애
덴포 12년 (1841년) 5월 12일, 13대 번주 사가라 요리유키의 4남으로 태어났다. 안세이 2년 (1855년)에 형이자 14대 번주인 나가토미가 사망하였다. 나가토미에게는 친자 요리츠구가 있었으나, 너무 어린 나이였기 때문에, 같은 해 12월 26일, 나가토미의 동생인 요리모토가 양자가 되어 가독을 이었다. 안세이 3년 12월 16일 (1857년), 종5위하 에치젠노카미에 서임했다.
이 무렵, 히토요시번에서는 서양식 군대 도입의 필요성을 느끼고, 마츠모토 료이치로를 기용하여 네덜란드식 군제 개혁에 나섰다. 료이치로의 일파는 좌막이며 서양파로 불렸다. 한편, 에도 시대 초기부터의 전통인 야마가류 군제를 지키려는 가로 신구 코조 등이 근왕파였다. 이러한 군제와 정치의 대립이 있었지만, 분큐 2년 (1862년) 2월 7일 밤에 히토요시번의 무기고가 소실된 것을 계기로, 서양식파는 옛 것을 부활시키기보다 새로운 것을 목표로 해야한다고 요리모토에게 진언하였고, 그것이 인정되어 서양파가 우세해져, 사츠마번으로부터 5천량을 빌리는 등, 네덜란드식 군제로의 개혁이 추진되었다.
그런데, 게이오 원년 (1865년), 료이치로가 요리모토를 폐하고 원래 정통 번주인 요리츠구를 옹립하려는 음모가 있다는 소문이 퍼지기 시작했다. 이 진위는 확실하지 않으나, 이에 반발한 근왕파는 9월 25일, 료이치로 등을 습격하여 서양파 14명을 살해하고, 반대로 근왕파가 주도권을 장악해가기 시작했다. 이후, 야마가류, 네덜란드식 모두 폐지되었고, 사츠마번으로부터 영국식 군제가 도입되었다. 일련의 소동으로 번 내의 개혁이 뒤쳐지게 되어, 게이오 4년 (1868년)의 보신 전쟁에서도 사츠마번과 협력하여 아이즈번 공격에 가담하는 정도에 그쳤다.
메이지 2년 (1869년) 6월 22일, 판적봉환에 의해, 지번사가 되었고, 메이지 4년 (1871년) 7월 14일, 폐번치현으로 면관되어 히토요시현령이 되었다. 11월에 히토요시현은 야츠시로현에 합병되어, 직무를 완전히 벗게 되었다. 메이지 8년 (1875년) 5월 22일, 가독을 양자인 요리츠구에게 물려주고 은거, 메이지 18년 (1885년) 6월 30일에 45세의 나이로 사망하였다.

## 계보
- 아버지 : 사가라 요리유키 (1798년 - 1850년)
- 어머니 : 케이쥬인 - 요리유키의 시녀
- 양아버지 : 사가라 나가토미 (1824년 - 1855년)
- 전처 : 우에스기 나리노리의 딸
- 후처 : 나가(永) - 토쿠다이지 킨이토의 딸
- 생모 불명의 자녀
  - 아들 : 겐사부로 (元三郎)
  - 아들 : 토요쥬마루 (豊寿丸)
  - 아들 : 토라와카 (虎若)
  - 딸 : 오스즈 (於寿々)
  - 4남 : 사가라 요리츠나 (1876년 - 1966년) - 사가라 요리츠구의 양자
  - 차녀 : 히로코 (弘子) - 쿄고쿠 타카요시의 정실
  - 5남 : 사가라 모토타카
  - 6남 : 시마즈 히사요시 - 시마즈 토시 (시마즈 히사타카의 후처)의 양자
  - 7남 : 사가라 모토카타
- 양자
  - 아들 : 사가라 요리츠구 (1854년 - 1924년) - 사가라 나가토미의 장남

| 전임 사가라 나가토미 | 제35대 히고 사가라씨 당주 1855년 - 1875년 | 후임 사가라 요리츠구 |

| 전임 사가라 나가토미 | 제15대 히토요시번 번주 1855년 - 1871년 | 후임 (폐지) (폐번치현) |